# Avril 1797
Cette page présente les faits marquants du mois d'avril 1797.

## Événements
- France : élections de germinal an V pour le renouvellement des Conseils. 250 députés républicains perdent leurs sièges, au profit de la droite royaliste, qui obtient la présidence des deux assemblées (Barbé-Marbois au Conseil des Anciens, Pichegru aux Cinq-Cents). Barthélemy est élu directeur. Les députés monarchistes se réunissent au club de Clichy, et les filiales de l'Institut philanthropique développent leur action en province. Les bandes de la Terreur blanche réapparaissent et dirigent leurs représailles contre les acquéreurs de biens nationaux (compagnons de Jéhu dans le Lyonnais). Les républicains modérés se constituent eux aussi en club.

- 6 avril : armistice entre l’Autriche et Bonaparte[1].
- 16 avril, Empire russe (5 avril du calendrier julien) : 
  - Couronnement de Paul Ier à Moscou[2].
  - Manifeste limitant à trois jours par semaine la corvée due par les paysans et interdisant le travail le dimanche et les jours fériés[3].
  - Acte de famille, qui règle la succession par ordre de primogéniture dans la ligne masculine. Système d’apanages (oudiel) pour la famille impériale[4].
  - Règlementation des ordres impériaux de Saint-Georges et de Saint-Vladimir[5].
- 17 - 18 avril : Hoche remporte la bataille de Neuwied et franchit le Rhin[6].
- 17 et 25 avril : pâques véronaises. Insurrection de Vérone contre les Français[1].
- 17 - 30 avril : échec d'une attaque britannique contre Porto Rico[7].
- 18 avril : les Autrichiens signent des préliminaires de paix avec Bonaparte à Leoben. Bonaparte, qui n'a aucun pouvoir pour discuter, propose d'échanger la Lombardie contre un État neutre, Venise et impose la cession de la Belgique sans assurer la possession de la rive gauche du Rhin[1].
- 20 avril : mort de Laugier, commandant du vaisseau français Le Libérateur d’Italie, touché par la marine vénitienne dans le port de San Nicolo del Lido[1].

20 - 24 avril : bataille des Irois.

## Naissances
- 4 avril : Louis Canler (mort le 24 octobre 1865), policier français
- 7 avril : Pierre Leroux, éditeur, philosophe et homme politique († 12 avril 1871).
- 14 avril : Adolphe Thiers, président de la République française († 3 septembre 1877).
- 23 avril : Ernst Ferdinand Oehme, peintre allemand († 10 avril 1855).
- 27 avril : Victor Audouin, naturaliste, entomologiste et ornithologue français († 9 novembre 1841).

## Décès
- 4 avril : 
  - Guillaume Antoine Le Monnier (né en 1721), abbé, traducteur, poète et dramaturge français
  - Jean-François-Joseph d'Alsace-Hénin-Liétard (né le 23 mai 1733), chambellan de l'empereur Joseph II
  - Pierre-François Berruer (né le 17 décembre 1733), sculpteur français